# Cicănești (gmina)
Cicănești – gmina w Rumunii, w okręgu Ardżesz. Obejmuje miejscowości Bărăști, Cicănești, Mioarele i Urechești. W 2011 roku liczyła 2107 mieszkańców.